# Kustrzebka koniczyny

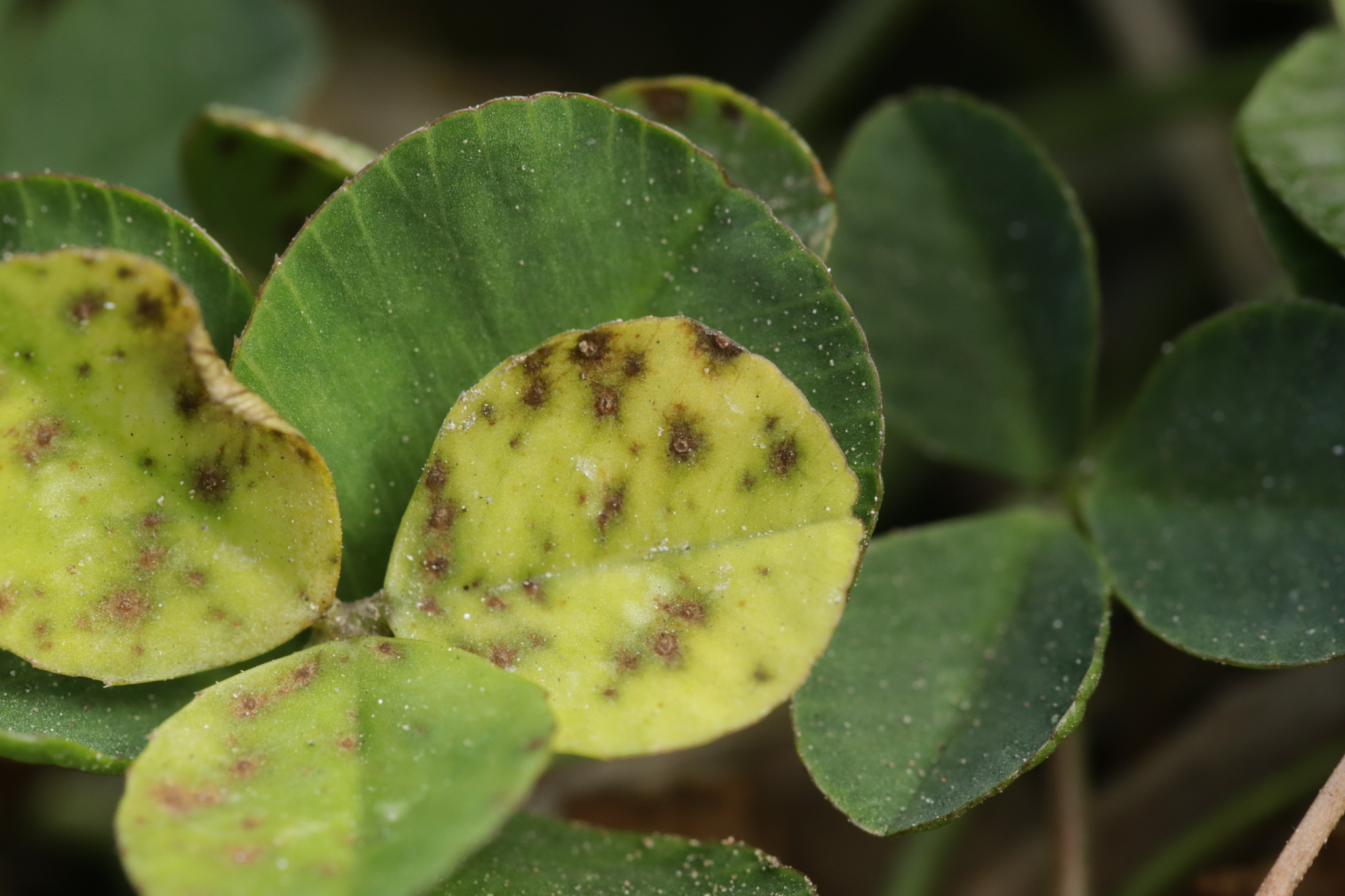
Objawy kustrzebki koniczyny

Kustrzebka koniczyny zwana też zarazą kustrzebkową koniczyn – grzybowa choroba koniczyny.

## Występowanie i szkodliwość
Choroba wywołana jest przez Pseudopeziza trifolii (Biv. Bern) Fuck.
W Polsce choroba ta występuje corocznie, szczególnie w pierwszym pokosie i przy obfitszych wiosennych opadach. Największe szkody wyrządza na plantacjach nasiennych koniczyny i lucerny. Przy uprawie tych roślin na zieloną masę choroba powoduje obniżenie plonu oraz zawartości białka. Przyczyną tego jest opadanie porażonych liści.

## Objawy
Początkowo na liściach, najpierw na górnej, a następnie również i na dolnej stronie, pojawiają się okrągłe drobne plamy wielkości 1–3 mm z wyraźnie zarysowanymi brzegami. Plamy te są najczęściej brunatne, ale ich kolor może być różny np. żółty, ciemnoczerwony, czarny i szarobrunatny. Następnie plamy mogą się przenieść na ogonki liściowe, łodygi, a nawet strąki. Liście gęsto pokryte plamami opadają, co powoduje obniżenie jakości i ilości plonu: zmniejszenie ilości zielonki, siana, pogorszenie wartości paszowej i obniżenie plonu nasion.

## Zwalczanie
Najskuteczniejsze jest uprawianie odpornych odmian koniczyny i lucerny. Ogranicza się zasięg i intensywność choroby przez unikanie wilgotnych stanowisk, zakładanie nowych plantacji w większej odległości od starych, a przy silnym porażeniu-przyśpieszeniem terminu koszenia.